# Centrum usług wspólnych

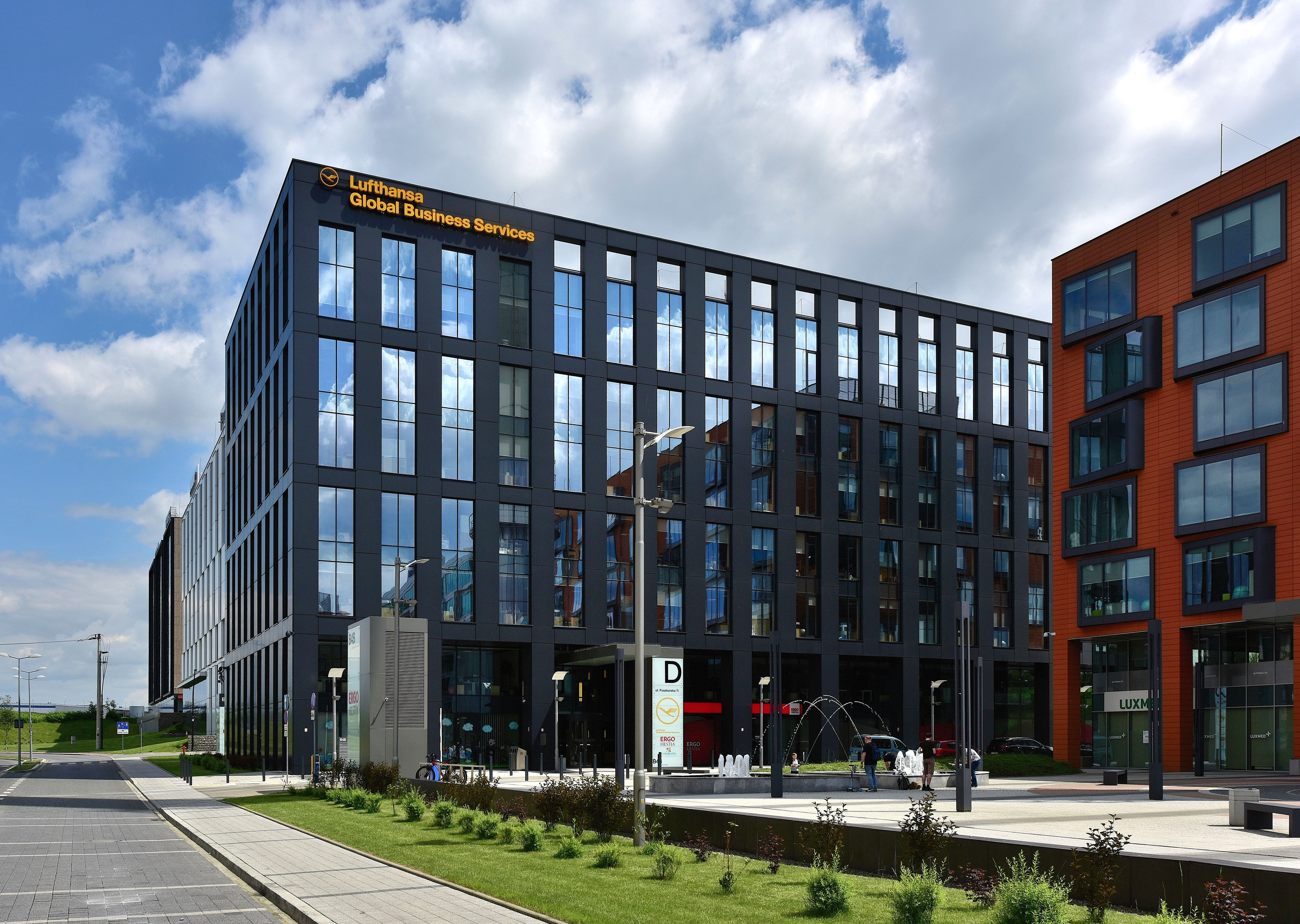
Centrum usług wspólnych niemieckiej linii lotniczej Lufthansa przy ul. Puszkarskiej w Krakowie

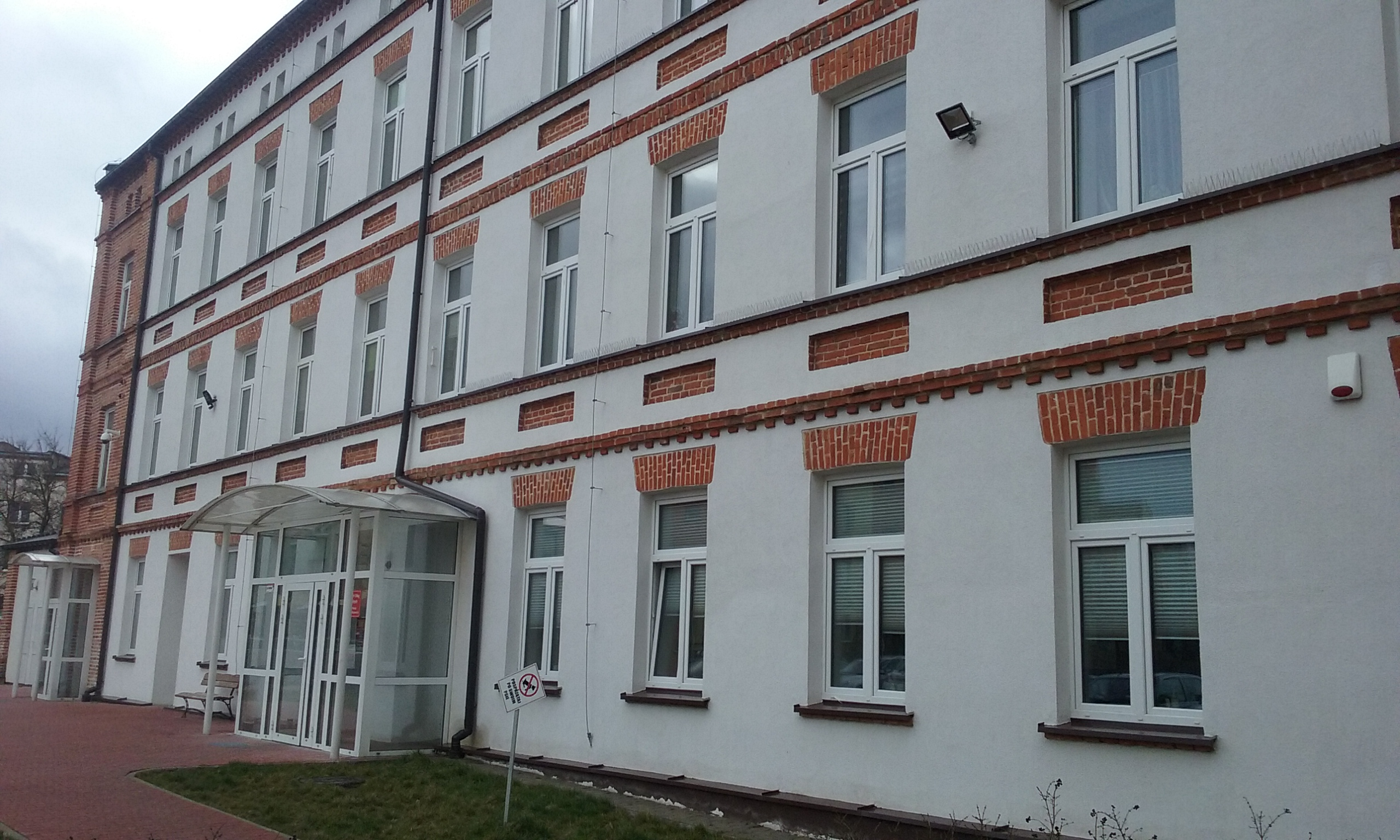
Centrum Usług Wspólnych samorządu Tomaszowa Mazowieckiego

Centrum usług wspólnych (ang. shared services center, SSC) – wyodrębniona organizacyjnie jednostka, która świadczy usługi na rzecz innych jednostek wieloodziałowego przedsiębiorstwa. Są to zwykle usługi o charakterze pomocniczym, m.in. usługi księgowe, zarządzanie zasobami ludzkimi, rozliczanie wynagrodzeń, usługi informatyczne, a także obsługa zamówień i zakupów.
Badania wskazują, że ponad 80% wielonarodowych przedsiębiorstw utworzyło własne centra usług wspólnych. Tworzą je także instytucje sektora publicznego.

## Charakterystyka
Centra usług wspólnych tworzone przez biznes odznaczają się pewnymi cechami wspólnymi, w tym:
- są niezależnymi organizacyjnie jednostkami (działają jako osobno powołane do tego celu spółki lub inne jednostki gospodarcze);
- prowadzą działalność gospodarczą;
- świadczą jasno określone usługi oparte na procesach lub wiedzy na rzecz jednej lub większej liczby jednostek w ramach grupy (np. oddziałów, spółek, jednostek gospodarczych);
- dysponują własnymi zasobami;
- działają w oparciu o umowy o gwarantowanym poziomie świadczenia usług (ang. service-level agreements – SLA) zawierane z klientami wewnętrznymi w celu określenia typu, zakresu, ceny oraz jakości świadczonych usług;
- są w pełni odpowiedzialne za zarządzanie własnymi kosztami, jakością oraz terminowością świadczenia usług.

Centra usług wspólnych są tworzone jako osobne podmioty, lecz dotychczasowe jednostki nie są likwidowane – jedynie pewne czynności i procesy wyodrębnione z tych jednostek są przenoszone i konsolidowane w centrach. Ponadto własne centrum usług wspólnych różni się od outsourcingu tym, że zadania nie są zlecane na zewnątrz, lecz są realizowane przez specjalnie powołaną do życia jednostkę, która pozostaje w strukturach i pod kontrolą firmy macierzystej.

## Działalność i korzyści
Pierwsze centra usług wspólnych powstały w Stanach Zjednoczonych. Pierwszymi przedsiębiorstwami, które je utworzyły, były Ford, General Electric i Baxter Healthcare w połowie lat 80. XX wieku. Następnie wprowadziły takie centra przedsiębiorstwa z Europy, m.in. Intel, Whirlpool, Allergen w latach 90. XX wieku.
Centra tworzone są głównie przez korporacje międzynarodowe działające w wielu lokalizacjach. Głównym celem tworzenia centrów usług wspólnych jest ograniczenie kosztów poprzez wyeliminowanie powielania czynności przez pracowników rozproszonych jednostek i świadczenie ich z jednego, centralnego miejsca. Najczęściej dotyczy to powtarzalnych czynności, które nie wchodzą w zakres działalności podstawowej tych jednostek (ang. back office), takich jak księgowość, obsługa płatności, kadry i płace. W związku z tym, że jednym z celów tworzenia centrów usług wspólnych jest optymalizacja kosztów, lokowane są one w krajach, które oferują optymalną relację kosztów pracy do możliwości pozyskania odpowiednio wykwalifikowanych pracowników ze znajomością języków obcych.
Do najważniejszych korzyści uzyskiwanych dzięki tworzeniu centrów należą oszczędności wynikające z korzyści skali, upraszczania i standaryzowania operacji, bardziej efektywne wykorzystanie zasobów oraz poprawa jakości usług.
Istotnym czynnikiem, który wpłynął na rozwój centrów usług wspólnych, jest rozwój technologii informacyjnych, dzięki którym realizacja wielu procesów stała się możliwa bez konieczności bezpośredniego kontaktu między usługodawcą i usługobiorcą. Technologie wykorzystywane w centrach usług wspólnych oparte są głównie na systemach SAP. Proste i rutynowe czynności są coraz częściej automatyzowane.

## Wykorzystanie przez administrację publiczną
Potencjał wykorzystania centrów usług wspólnych w przynoszeniu oszczędności został zauważony przez władze wielu państw. Wiodące z nich w zakresie organizacji centrów usług wspólnych w sektorze publicznym w Europie to m.in. Wielka Brytania, Irlandia, Szwecja, Norwegia. Do państw spoza Europy można zaliczyć USA, Australię, Nową Zelandię oraz Singapur.
Dla przykładu, w 2014 r. w Anglii w modelu centrum usług wspólnych działało 257 samorządów lokalnych, a oszczędności wynikające z ich działania szacowane są na 357 mln GBP. W strategii rządu Zjednoczonego Królestwa z 2005 roku dot. zmian w sektorze publicznym zapisano, że „wdrożenie nowoczesnych centrów usług wspólnych jest konieczne do usprawnienia efektywności administracji publicznej i skuteczniejszego wspierania realizacji zadań publicznych w sposób bardziej skoncentrowany na potrzebach obywateli”.

### Centrum Usług Wspólnych przy Kancelarii Prezesa Rady Ministrów
Od 1 stycznia 2011 r. działa Centrum Usług Wspólnych przy  Kancelarii Prezesa Rady Ministrów. Jest to instytucja gospodarki budżetowej powstała z przekształcenia w drodze sukcesji generalnej Centrum Obsługi Kancelarii Prezesa Rady Ministrów w wyniku Zarządzenia nr 16 Szefa Kancelarii Prezesa Rady Ministrów z dnia 22 października 2010 r. w sprawie utworzenia instytucji gospodarki budżetowej Centrum Usług Wspólnych przez przekształcenie gospodarstwa pomocniczego oraz nadania statutu.
Przedmiotem działalności podstawowej Centrum Usług Wspólnych są m.in. świadczenie usług na rzecz Kancelarii Prezesa Rady Ministrów, prowadzenie wspólnych lub centralnych zamówień publicznych, usługi poligraficzne dla instytucji rządowych, kompleksowe usługi motoryzacyjne w zakresie serwisowania samochodów różnych marek, a także organizowanie szkoleń, konferencji, imprez integracyjnych oraz wypoczynku indywidualnego.
Realizowanie wspólnych zamówień przez organy administracji publicznej przyniosło oszczędności. Usługi telefonii mobilnej zakontraktowane w wyniku postępowania prowadzonego przez Centrum Usług Wspólnych na lata 2012–2015 dla 600 jednostek administracji rządowej przyniosło ponad 60% oszczędności w stosunku do szacunkowej wartości zamówienia. Inne postępowanie, które dotyczyło dostawy energii elektrycznej na lata 2013–2018 dla 100 jednostek administracji publicznej, przyniosło 45% oszczędności w stosunku do zakładanego budżetu. Do 2015 roku, Centrum Usług Wspólnych przeprowadziło wiele innych postępowań, w tym przetargi na zakup papieru dla administracji, kart flotowych, a także dostarczanie korespondencji dla ponad 100 instytucji, m.in. ministerstw i urzędów centralnych.

### Samorządowe Centra Usług Wspólnych
Samorządowe Centra Usług Wspólnych (CUW) to jednostki organizacyjne powoływane na mocy ustawy o samorządzie gminnym. Pierwsze w Polsce samorządowe centrum usług wspólnych – Centrum Usług Informatycznych we Wrocławiu powołała Rada Miejska Wrocławia 15 września 2016 roku. Centrum Usług Informatycznych we Wrocławiu w ramach obsługi Urzędu Miejskiego Wrocławia, jednostek organizacyjnych i budżetowych gminy świadczy usługi informatyczne, operatorskie, eksperckie, finansowo-księgowe oraz usługi pomocy prawnej.

### Inne inicjatywy realizowane przez administrację publiczną w Polsce
Podobne inicjatywy są realizowane przez administrację publiczną na różnych szczeblach. Wiele z nich realizowanych jest z myślą, by przydzielać zadania centralne jednostkom lokalnym tam, gdzie występują nadwyżki kadrowe w celu ich efektywniejszego zagospodarowania.
Przykładowo, w 2012 roku, Zakład Ubezpieczeń Społecznych uruchomił Centrum Obsługi Telefonicznej, które świadczy usługi dla różnych grup klientów ZUS z całego kraju, m.in. płatników, ubezpieczonych i emerytów. Centrum Obsługi Telefonicznej działa w ramach struktury organizacyjnej Oddziału ZUS w Siedlcach w dwóch lokalizacjach: Mińsku Mazowieckim i Węgrowie. Scentralizowanie usług telefonicznych realizowanych przez ZUS poprzez umiejscowienie ich w jednej jednostce pozwoliło na podniesienie jakości udzielanych porad telefonicznych oraz odciążenie pracowników ZUS w jednostkach terenowych.